# Molibdofil·lita
La molibdofil·lita és un mineral de la classe dels silicats. Rep el nom del grec molibus, per a plom, i phyllos (φύλλον), per a fulla, en al·lusió al seu contingut de plom i hàbit foliat.

## Característiques
La molibdofil·lita és un silicat de fórmula química Pb₈Mg9[Si10O28(OH)₈O₂(CO₃)₃]·H₂O. Cristal·litza en el sistema monoclínic. La seva duresa a l'escala de Mohs es troba entre 3 i 4.
Segons la classificació de Nickel-Strunz, la molibdofil·lita pertany a «09.HH - Silicats sense classificar, amb Pb» juntament amb els següents minerals: macquartita, luddenita, creaseyita i plumbotsumita.

## Formació i jaciments
Va ser descoberta a Långban, al municipi de Filipstad (Comtat de Värmland, Suècia). També ha estat descrita a la mina Kombat, a la localitat de Grootfontein (Namíbia). Aquests dos indrets són els únics de tot el planeta on ha estat descrita aquesta espècie mineral, tot i que també ha estat citada a la pedrera Torr Works de la localitat anglesa de Cranmore, indret sense verificar.